# أسفل النقيل (يافع)

تعديل مصدري - تعديل

اسفل النقيل هي إحدى قرى عزلة لبعوس بمديرية يافع التابعة لمحافظة لحج، بلغ تعداد سكانها 129 نسمة حسب تعداد اليمن لعام 2004.